# Antheraea ornatrix
Antheraea ornatrix är en fjärilsart som beskrevs av Von Froreich 1942. Antheraea ornatrix ingår i släktet Antheraea och familjen påfågelsspinnare. Inga underarter finns listade i Catalogue of Life.